# 托馬斯·阿伯克龍比
托馬斯·阿伯克龍比（英語：Thomas Abercrombie，1987年7月5日—），新西蘭籃球運動員。他現在效力於紐西蘭破浪者隊，是隊史三分王和得分王，也是唯一一位隊史四冠成員 （2011－2013，2015）。他也從2006－2022年代表新西蘭國家男子籃球隊參賽。2024年將正式退役。